# Giuseppe Orlandoni
Giuseppe Orlandoni (ur. 12 marca 1939 w Castelfidardo) – włoski duchowny katolicki, biskup Senigalli w latach 1997-2015.
Święcenia kapłańskie otrzymał 11 września 1965.
21 stycznia 1997 papież Jan Paweł II mianował go ordynariuszem diecezji Senigallia. Sakry biskupiej udzielił mu 5 kwietnia 1997 kardynał Ersilio Tonini.